# Quái xế Baby
Baby Driver là bộ phim hành động tội phạm năm 2017 do Edgar Wright viết kịch bản và đạo diễn. Phim có dàn diễn viên gồm Ansel Elgort, Kevin Spacey, Lily James, Eiza González, Jon Hamm, Jamie Foxx và Jon Bernthal. Cốt truyện xoay quanh Baby, một tài xế trẻ tuổi đang tìm cách chạy trốn khỏi chính cái bóng tội lỗi của bản thân mình.
Baby Driver là sản phẩm do hãng phim Working Title Films, Big Talk Productions và Media Rights Capital đồng sản xuất, Sony Pictures phân phối trên toàn thế giới và TriStar Pictures phân phối tại Hoa Kỳ. Tác phẩm được công chiếu tại South by Southwest vào ngày 11 tháng năm 2017 và chính thức ra rạp vào ngày 28 tháng 6 năm 2017. Sau khi phát hành, tác phẩm đã nhận nhiều lời ca ngợi từ giới phê bình và thu về $226,6 triệu USD trên toàn thế giới (so với chi phí sản xuất $34 triệu USD), qua đó trở thành bộ phim có doanh thu cao nhất của đạo diễn Wright.

## Nội dung
Baby là một tài xế chuyên nghiệp ở Atlanta. Khi còn nhỏ, anh sống sót sau một vụ tai nạn xe, bố mẹ anh đã chết và anh bị ù tai, điều đó khiếm anh luôn đắm chìm trong âm nhạc để khôi phục lại thính giác. Baby có nhiệm vụ chở những băng cướp được tập hợp bởi Doc, kẻ tội phạm chủ mưu. Baby có sở thích ghi âm những cuộc nói chuyện và hòa âm thành nhạc. Anh phải chăm lo cho người bố nuôi là Joseph, và anh rất yêu Debora, nữ nhân viên phục vụ trong một quán ăn. Khi trả hết nợ cho Doc, Baby từ bỏ cuộc sống phạm tội và làm công việc giao bánh Pizza. Doc bắt buộc Baby phải tham gia phi vụ cướp bưu điện sắp tới, ông ta đe dọa sẽ làm hại Debora và Joseph nếu anh từ chối.
Băng cướp làm việc với Baby gồm có Bats, Buddy và Darling - vợ của Buddy. Khi cả nhóm đi mua súng, Bats nhận ra một trong những tên buôn súng là cảnh sát chìm. Cả nhóm đã giết hầu hết bọn buôn súng. Sau đó Bats bảo Baby dừng tại quán ăn của Debora, hắn không biết hai người đang yêu nhau. Bats định giết Debora để không phải trả tiền nước Coca-Cola, nhưng Baby đã ngăn cản hắn.
Doc giận dữ tiết lộ rằng bọn buôn súng chính là cảnh sát tham nhũng đang hợp tác với ông ta. Ông ta quyết định hủy bỏ vụ cướp, nhưng cả nhóm đã thuyết phục ông suy nghĩ lại. Đêm đó Baby lặng lẽ rời đi, anh hi vọng có thể đưa Debora rời khỏi Atlanta. Bats và Buddy chặn Baby lại, phát hiện anh có băng ghi âm và cho rằng anh là gián điệp. Baby phải đưa băng hòa âm cho họ nghe để chứng minh mình vô tội.
Trong lúc đi cướp bưu điện, Bats đã giết một nhân viên bảo vệ. Baby giận dữ tông xe vào chiếc xe phía trước khiến một cây sắt đâm chết Bats. Ba người còn lại phải chạy bộ để tẩu thoát. Khi Darling bị cảnh sát bắn chết, Buddy điên tiết cho rằng Baby đã hại vợ mình và thề sẽ giết anh. Baby về căn hộ rồi đưa Joseph đến nơi an toàn. Sau đó anh đến quán ăn để đón Debora, nhưng Buddy đã ngồi chờ ở đó. Baby bắn Buddy rồi bỏ chạy cùng với Debora.
Ở nơi ẩn náu, Doc đưa tiền và giấy tờ để Baby và Debora rời khỏi đất nước. Trong bãi đậu xe, bọn cảnh sát tham nhũng chạm trán ba người, nhưng Doc đã tiêu diệt hết bọn chúng. Lúc đó, Buddy bỗng nhiê  xuất hiện rồi dùng xe tông chết Doc. Hắn nổ súng gần tai của Baby, làm tổn thương màng tai của anh, sau đó hắn bị Debora đánh bằng cây xà beng. Baby bắn Buddy khiến hắn rơi xuống tầng dưới và chết. Baby và Debora bỏ chạy khỏi hiện trường.
Baby và Debora bị cảnh sát chặn lại, bắt buộc Baby phải đầu hàng. Tại phiên tòa xét xử, Debora, Joseph và một số người khác xác nhận Baby là người có lòng nhân từ và vị tha. Cuối cùng anh lãnh án tù 25 năm, nhưng sẽ được xem xét lại sau năm năm. Khi ấy, Debora đã mua một chiếc xe mới, chờ ngày đoàn tụ với Baby.